# 26429 Andiwagner
26429 Andiwagner è un asteroide della fascia principale. Scoperto nel 1999, presenta un'orbita caratterizzata da un semiasse maggiore pari a 2,6099138 UA e da un'eccentricità di 0,1208377, inclinata di 5,07406° rispetto all'eclittica.